# Mitcham (regionhuvudort)
Mitcham är en regionhuvudort i Australien. Den ligger i kommunen Mitcham och delstaten South Australia, nära delstatshuvudstaden Adelaide. Antalet invånare är 1 608.
Runt Mitcham är det ganska tätbefolkat, med 222 invånare per kvadratkilometer.. Närmaste större samhälle är Adelaide, nära Mitcham. 
I omgivningarna runt Mitcham växer huvudsakligen savannskog. Genomsnittlig årsnederbörd är 729 millimeter. Den regnigaste månaden är juni, med i genomsnitt 133 mm nederbörd, och den torraste är december, med 21 mm nederbörd.